# SK Dynamo České Budějovice
Le SK Dynamo České Budějovice est un club de football tchèque fondé en 1900 et basé à České Budějovice, en Tchéquie.

## Historique
- 1905 : fondation du club sous le nom de SK České Budějovice
- 1949 : le club est renommé Sokol JCE České Budějovice
- 1951 : le club est renommé Slavia České Budějovice
- 1953 : le club est renommé DSO Dynamo České Budějovice
- 1958 : le club est renommé TJ Dynamo České Budějovice
- 1991 : le club est renommé SK Dynamo JCE České Budějovice
- 1992 : le club est renommé SK České Budějovice JCE
- 1999 : le club est renommé SK České Budějovice
- 2004 : le club est renommé SK Dynamo České Budějovice

## Palmarès
- Championnat de Tchéquie de deuxième division (Czech 2. Liga)
  - Champion : 2002 et 2014
  - Vice-champion : 1999, 2006

## Anciens joueurs
- Jiri Nemec
- Karel Poborský

## Logos du club

Logo n°1
Logo n°2
Logo n°3
Ancien logo du club